# Madonna del Latte

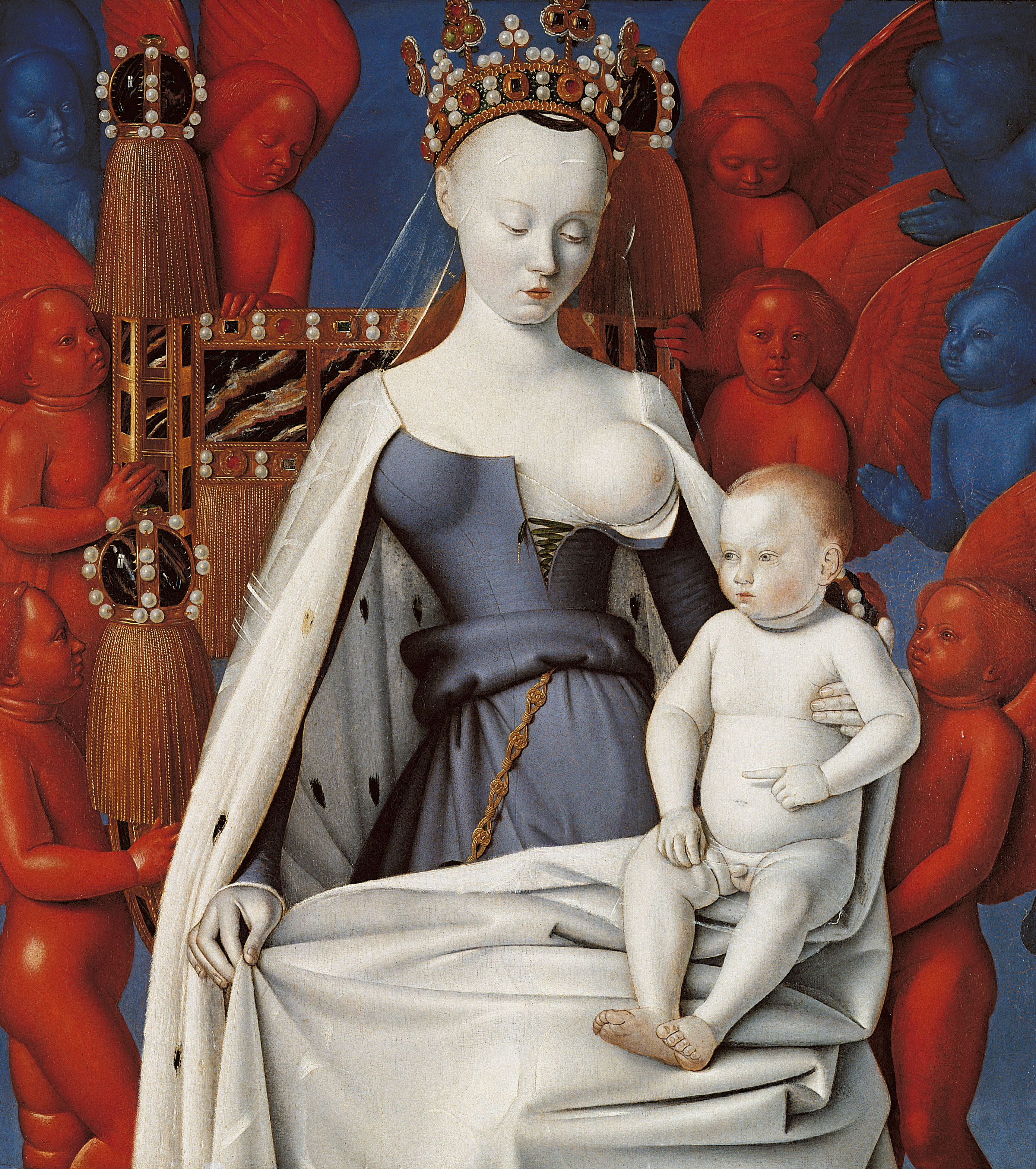
Jean Fouquet, Vergine col Bambino (tavola dal Dittico di Melun), 1452-55

La Madonna del Latte, in latino Maria o Virgo Lactans, è un'iconografia ricorrente nell'arte cristiana, talora accompagnata dall'espressione monstra te esse matrem. Questa iconografia è presente anche in ambito ortodosso con la definizione greca Παναγία Γαλακτοτροφοῦσα (Panaghia Galaktotrophousa). Nel rito romano la festa liturgica della Madonna del Latte non ha una data precisa ma spesso coincide con altre feste mariane (per esempio il 2 luglio o l'8 settembre) o cade nei mesi mariani per eccellenza (maggio o ottobre).

## Significato dell'iconografia
La Vergine è rappresentata a seno scoperto, colta nell'atto di allattare il figlio o in procinto di farlo oppure mentre un singolo getto di latte o distinte gocce del medesimo scendono dal suo seno direttamente nella bocca di Gesù, di un Santo, di un alto prelato oppure di altri personaggi legati alla religione cristiana.
Nella prima versione dell'iconografia, Maria è rappresentata frontale come Madre di Dio e patrona delle puerpere: l'opera ha carattere intimo e materno ed esprime la natura umana insita in Cristo assieme a quella divina.
Nella seconda, lo scopo della composizione è quello di mostrare la predilezione di Maria per un personaggio concretamente vissuto, il quale, volendo essere presentato come esempio da seguire dalla Chiesa alla comunità dei fedeli, è mostrato nell'atto di ricevere la benevolenza della Vergine.
Talora la sua benevolenza è diretta a un gruppo indefinito di uomini, quali le anime del Purgatorio, che ricevono sollievo dalle loro sofferenze grazie al latte che ella generosamente concede loro.

### Le prime rappresentazioni

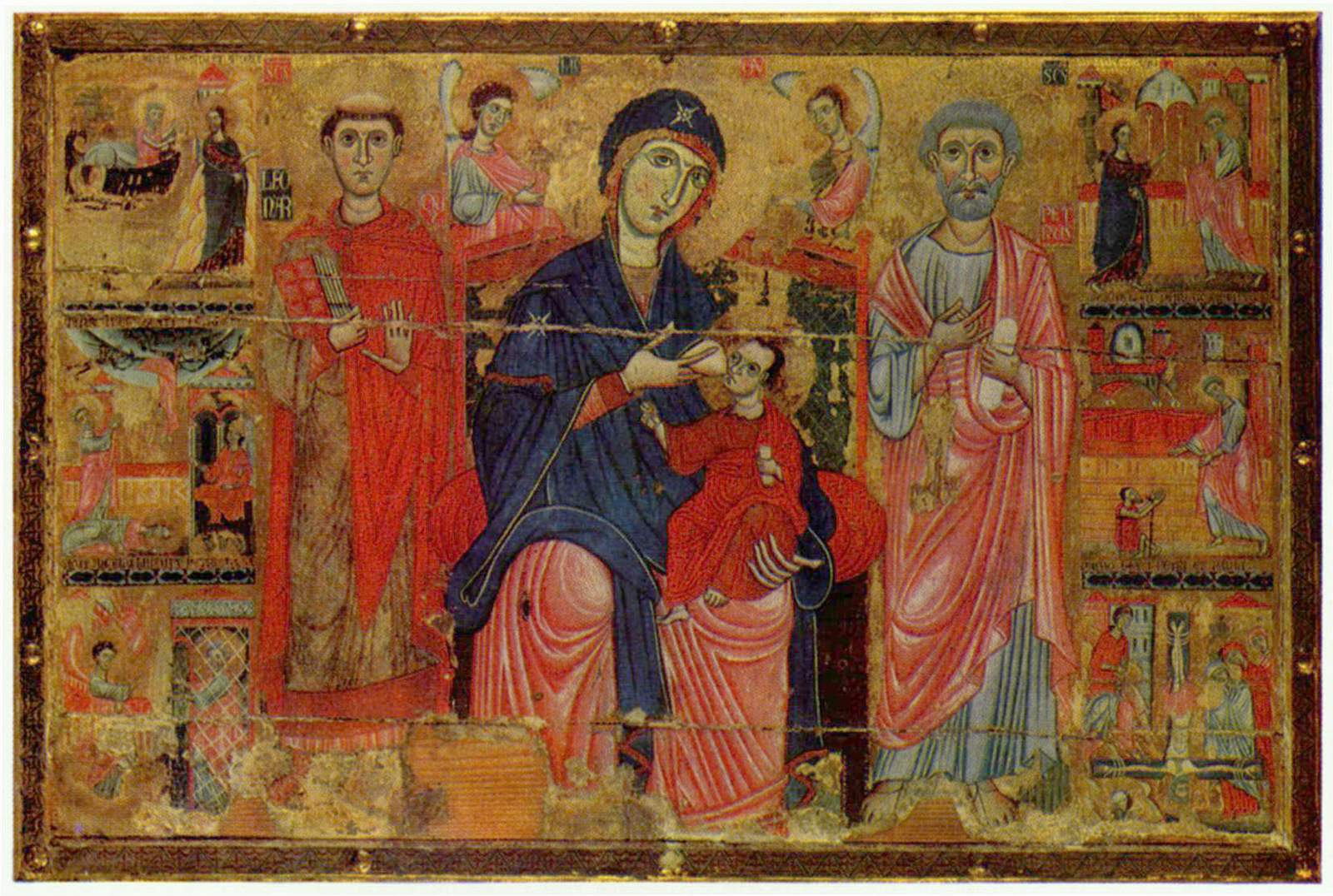
Maestro della Maddalena, Madonna del Latte tra San Leonardo del Limosino, San Pietro, angeli e storie di san Pietro (fine del XIII secolo), Yale University Art Gallery

L'iconografia è risalente all'Antico Egitto, epoca in cui erano diffusissime le immagini della dea Iside intenta ad allattare il figlio Horus e il cui culto durerà ancora a lungo intrecciandosi con il Cristianesimo. Addirittura molte statue di Iside furono ribattezzate o venerate come Madonne originali.
Le prime rappresentazioni iconografiche ufficiali della "Madonna del Latte" si ritrovano nell'Egitto ormai cristianizzato del VI o VII secolo dopo Cristo, essa è ritratta mentre allatta Gesù Bambino o in procinto di farlo. Sono immagini molto stilizzate che soprattutto alludono più che mostrare. In questi casi la composizione è una variante dell'iconografia della Madonna col Bambino. Dall'Egitto copto ebbero poi ampia diffusione presso le chiese orientali nell'arte bizantina, con nome greco di Galaktotrophousa. Da qui si diffuse poi, nei secoli seguenti, anche in Occidente. Tale tipologia di Madonne del Latte divenne molto popolare nella scuola pittorica toscana e nel Nord Europa a partire dal Trecento.
Nell'Europa occidentale con il culto si diffuse inoltre l'uso di custodire nelle chiese come reliquie ampolle contenenti il latte della Madonna (il Sacro Latte), cui si attribuivano gli effetti miracolosi di restituire il latte alle puerpere che lo avessero perso.

### Alla ricerca di rappresentazioni realistiche

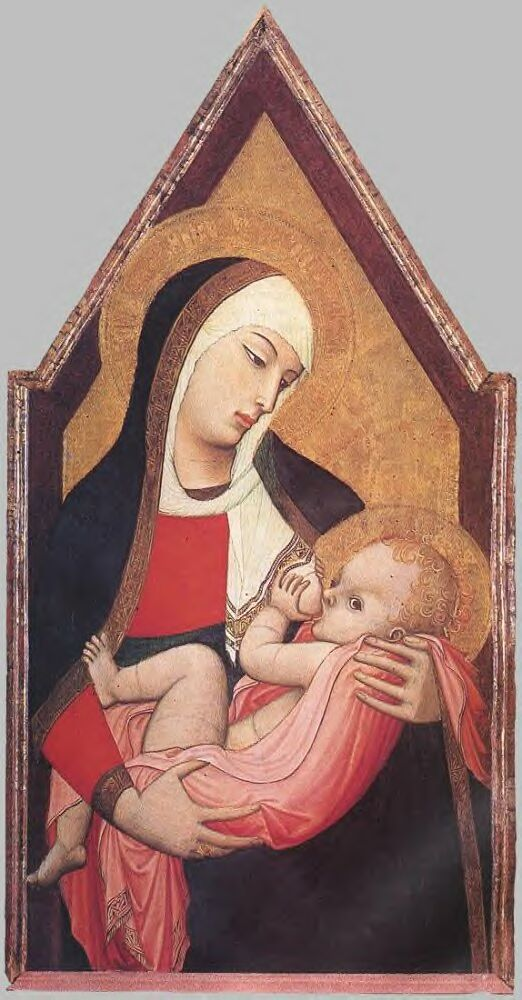
Ambrogio Lorenzetti, Madonna del Latte, 1324-25, Siena, Museo diocesano

Però è nel primo Trecento che la rappresentazione iconografica della "Madonna del latte" perde le proprie caratteristiche stilizzate a favore di una rappresentazione più realistica. Da alcuni critici l'opera di Ambrogio Lorenzetti è considerate ai vertici di questo periodo. Nell'opera di Lorenzetti la Madonna perde la frontalità tipica delle icone bizantine ed è rappresentata rivolta verso Gesù bambino. Lo stesso avviene con il Bambino che volge lo sguardo anche verso l'osservatore. Secondo Leo Steinberg l'esposizione del seno e la rappresentazione realistica del bambino "forniva ai credenti l'assicurazione che il Dio attaccato alla mammella di Maria si era fatto uomo, e che colui che sosteneva il Dio-uomo, nella sua pochezza, si era garantito infinito credito in Cielo.". L'umanizzazione della Madonna e del Bambino incontrò il favore dei fedeli e la sacralizzazione dell'atto di allattare un bambino convinse le donne a identificarsi maggiormente coinvolgendole anche emotivamente. Il culto della Madonna del Latte si diffuse in tutta Europa e soprattutto nelle campagne dove i contadini le attribuirono una forte valenza simbolico-taumaturgica attribuendole anche svariati miracoli.
Per circa due secoli numerosi furono gli artisti famosi che si cimentarono nella sacra rappresentazione, sono esempi le seguenti opere:
- XiV secolo
- Andrea Pisano e Nino Pisano, Madonna del Latte
- Jaume Serra, Madonna di Tobet
- Ambrogio Lorenzetti, Madonna del Latte[5]
- XV secolo
- Robert Campin, Madonna del parafuoco
- Jan van Eyck, Madonna di Lucca
- Jean Fouquet, Dittico di Melun
- Leonardo da Vinci, Madonna Litta
- XVI secolo

- Anonimo fiammingo, Madonna del Latte
- Frei Carlos, Madonna del Latte[6]
- Gerolamo Giovenone, Trittico Raspa
- Correggio, Madonna del Latte e un angelo

In altri casi la Vergine è rappresentata assieme a personaggi della religione cristiana differenti da Gesù Bambino, come santi o alti prelati.
In queste composizioni il latte fuoriesce dal seno della Madonna nella forma di un unico getto o di singole gocce riversandosi direttamente nella bocca del personaggio.
Ne sono esempio:
- Pedro Machuca, Vergine e le anime del Purgatorio, 1517, Museo del Prado[7]
- Alonzo Cano, Visione di san Bernardo, variazione sul motivo iconografico della Lactatio Bernardi, 1650, Museo del Prado[8]

Presso il Santuario della Madonna del Sangue in quel di Re, comune della provincia del Verbano-Cusio-Ossola, è conservato un dipinto della Madonna del latte, che fu oggetto di un evento miracoloso nel 1494: un piccolo affresco della Madonna del Latte, colpito da una pietra, iniziò a sanguinare.

### La Controriforma e il declino dell'iconografia

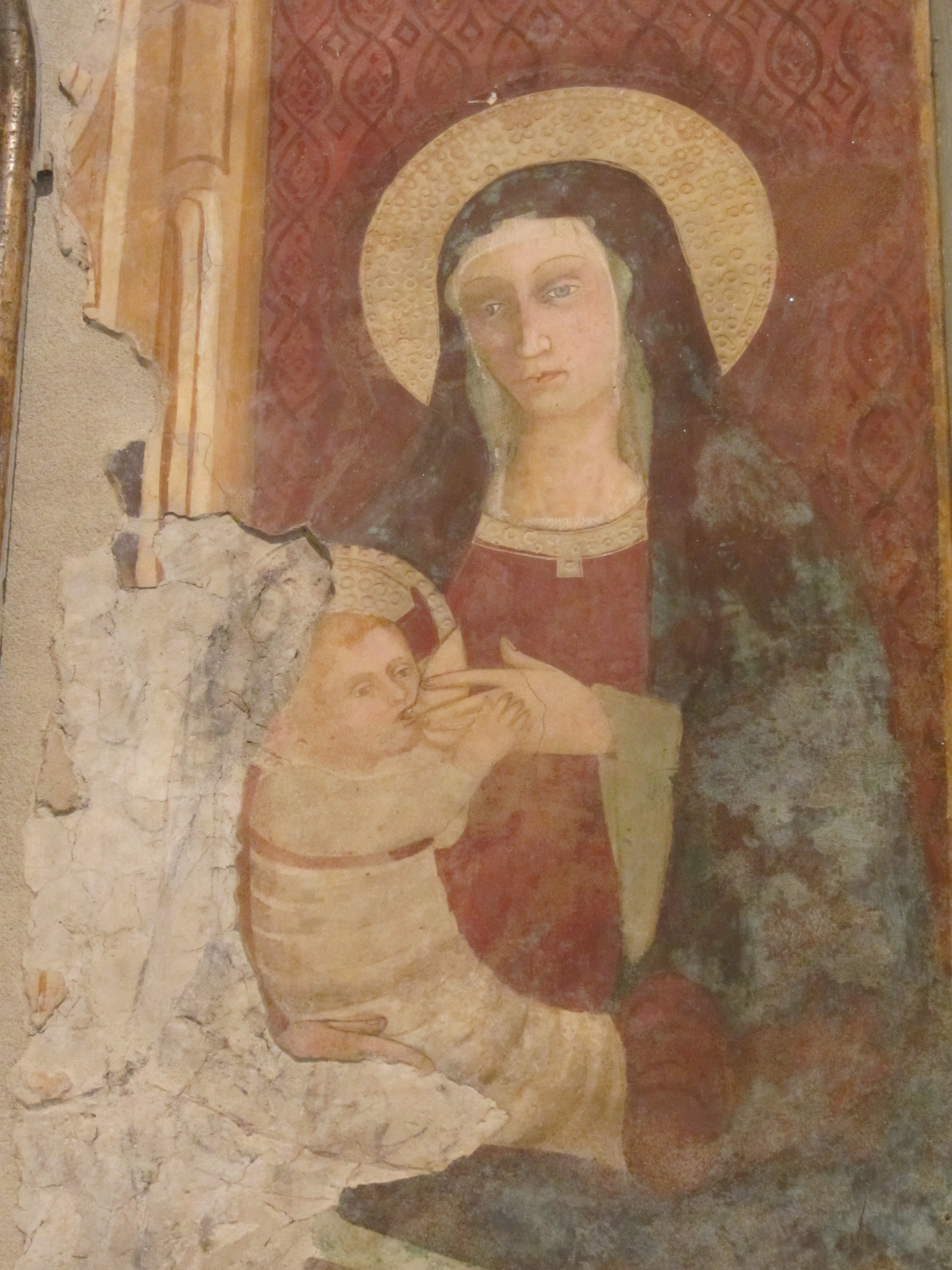
Affresco della Madonna del Latte sulla parete destra della Chiesa dei Santi Quirico e Giulitta a Parlascio di Casciana Terme Lari.

Il Concilio di Trento, iniziato nel 1543, con il decreto: "De invocatione, veneratione, et reliquiis sanctorum et sacris imaginibus" definì la posizione della Chiesa riguardo alle iconografie devozionali.
Tra gli scopi di questo decreto vi era il voler evitare immagini di natura sensuale o percepite come tali dalla morale dell'epoca. La Riforma cattolica tridentina annoverò tra queste immagini sconvenienti, che si riteneva potessero fuorviare il fedele, le rappresentazioni di Maria a seno scoperto poiché accusate di distogliere i fedeli dalla preghiera. Fu demandato ai vescovi il compito di valutare le varie rappresentazioni e di decidere se queste dovessero essere ritoccate, oppure rimosse. Nella diocesi di Milano fu in particolare Carlo Borromeo a trovare sconvenienti tali immagini molto diffuse in Brianza, facendo provvedere in molti casi a coprirle con ritocchi. Alcune chiese intitolate alla "Madonna del latte" mutarono denominazione.
Mentre l'iconografia della "Madonna del Latte" decadeva, per contro la venerazione popolare delle antiche immagini continuò legata al desiderio di maternità.